# John Creighton (1er comte Erne)
John Creighton (1731 - 15 décembre 1828) est un pair et un homme politique irlandais.

## Biographie
Il est le fils aîné d'Abraham Creighton (1er baron Erne) et Elizabeth Rogerson, et succède à son père en tant que second baron en 1772. Entre 1761 et 1773, il représente Lifford à la Chambre des communes irlandaise. En 1781, il est créé vicomte Erne, du château de Crom, dans le comté de Fermanagh, et en 1789, il est nommé comte Erne, du château de Crom, dans le comté de Fermanagh. Il siège de 1800 à 1828 en tant que l’un des 28 premiers représentants irlandais à la Chambre des lords britannique.

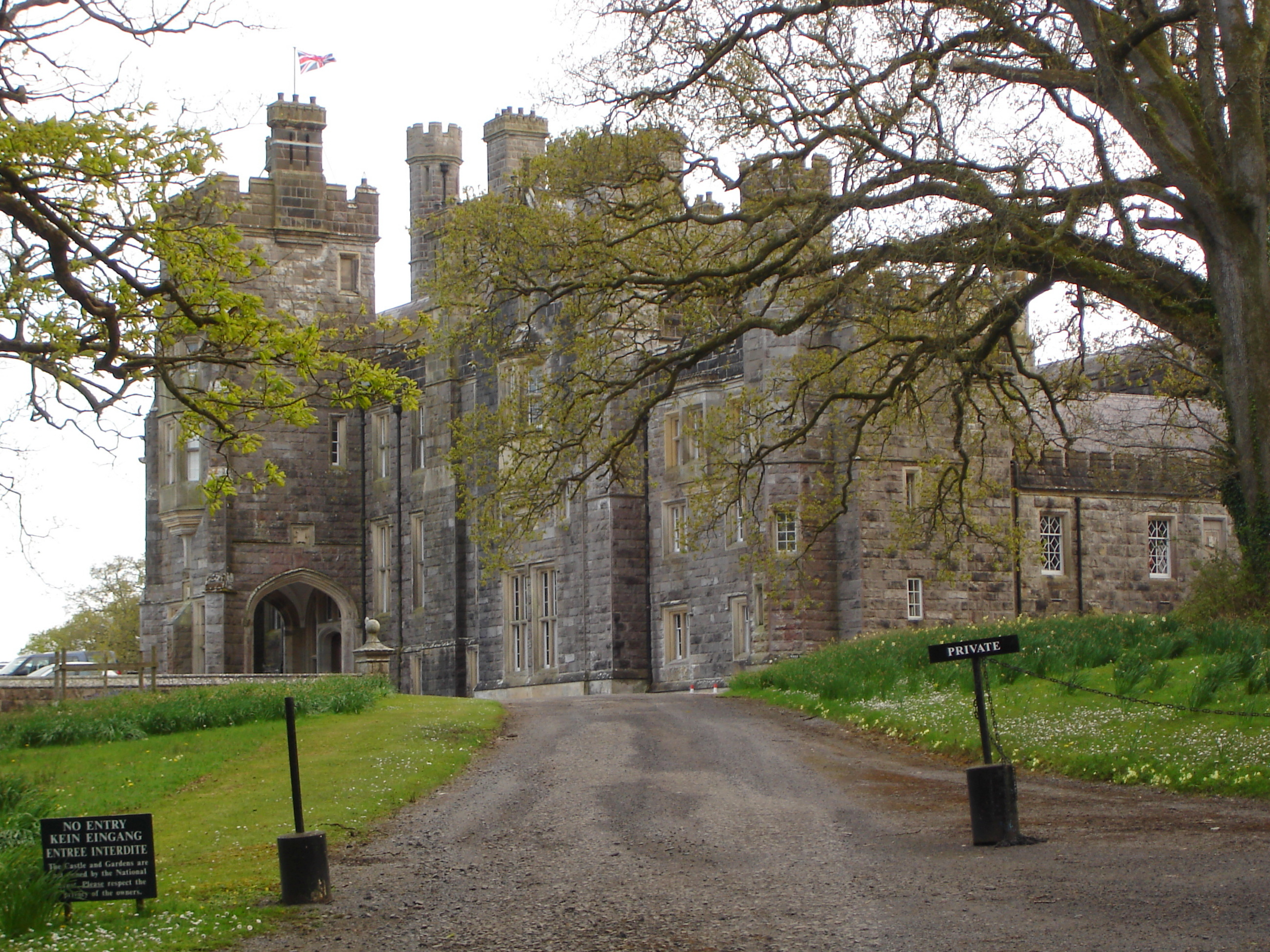
Château de Crom, demeure ancestrale de Lord Erne

## Famille
Lord Erne épouse en 1761 Catherine Howard, fille du très révérend Robert Howard. Après sa mort en 1775, il épouse en secondes noces Lady Mary Caroline Hervey, fille de Frederick Hervey (4e comte de Bristol), en 1776. Il meurt en décembre 1828 et son fils aîné Abraham Creighton (2e comte Erne) lui succède. Sa fille de sa deuxième épouse, Caroline, épouse James Stuart-Wortley (1er baron Wharncliffe).